# Ỹ
La Ỹ (minúscula: ỹ), llamado Y con virgulilla, es un grafema utilizado en la escritura de apalai, apinajé, basari, gbande, guaraní, cáingang, karitiana, ngambay, timbira, toba, vietnamita y wamey. Esta es la letra Y diacrítica con una virgulilla.

## Uso
En apinajé , ‹ỹ› indica la vocal Vocal nasalizada cerrada central no redondeada / ɨ̃ /.
En Basari en Senegal, la ỹ representa una aproximante palatal sonora nasalizada / j̃ /.
En vietnamita , la virgulilla indica un tono ascendente glotalizado y la letra Y representa una vocal cerrada anterior no redondeada / i /.
En Toba , representa la semiconsonante aproximante palatal sonora / j /, la Y ‹y› representa una fricativa palatal sonora / ʝ /.
En guaraní , ‹ỹ› indica la vocal nasal cerrada central no redondeada / ɨ̃ /.
En Karitiana , escrita con la ortografía de Landin, la ỹ se utiliza para transcribir una vocal cerrada central nasalizada no redondeada / ĩ /.

## Codificación
La Y con virgulilla se puede representar con los siguientes caracteres Unicode.
| forma     | representación | puntos de código | descripción                             |
| --------- | -------------- | ---------------- | --------------------------------------- |
| capitale  | Ỹ              | U+1EF8           | letra mayúscula latina y con virgulilla |
| minuscule | ỹ              | U+1EF9           | letra minúscula latina y con virgulilla |